# Today the Scene, Tomorrow the World
Today the Scene, Tomorrow the World è il secondo album live del gruppo musicale statunitense Good Clean Fun, pubblicato dalla loro stessa etichetta, la Good Clean Fun Recordings il 26 dicembre 2006. Si tratta della registrazione di due distinti live: uno è lo stesso che era stato registrato per il primo live, Live in Springfield, mentre il secondo è un live suonato nel 2003 a Long Island.

## Tracce
1. Time of My Life -
2. Forget Your Platitudes -
3. No Sacrifice Too Great -
4. Last Night I Dreamt an Emo Kid Loved Me -
5. Next Year In Jerusalem -
6. It's Time to Beat the Meat -
7. Positive Day -
8. The Ice Cream Man Cometh -
9. Straight Outta Hardcore -
10. Positively Positive -
11. Today the Scene, Tomorrow the World -
12. Bohemian Rhapsody (cover dei Queen) -
13. Good Clean Fun -
14. I Can't Wait -
15. Sweet Tooth -
16. You're Only Punk Once -
17. A Song for the Ladies -
18. Coll-Edge -
19. In Defense of All Life -
20. Gotta Stay Positive -
21. Who Shares Wins -
22. Loserdotcom -
23. Shopping for a Crew -